# Knappschaft
Eine Knappschaft (auch Bergknappschaft) ist ein organisatorischer Zusammenschluss der in einem Bergwerk oder in einem Revier beschäftigten Bergleute mit dem Ziel der Arbeitnehmerinteressenvertretung (ähnlich einer Gewerkschaft) und der gegenseitigen sozialen Absicherung (ähnlich einer Genossenschaft). Der Begriff leitet sich von einem Zusammenschluss von Knappen her. Diese standen im Mittelalter zur Waffenausbildung im Dienst eines Ritters, später wurden Bergleute mit einer abgeschlossenen Lehre so bezeichnet. Heute steht der Begriff für die gleichnamige Krankenkasse (KBS) des Verbundträgers Deutsche Rentenversicherung Knappschaft-Bahn-See.
Knappschaften bildeten anfangs privilegierte Korporationen unter gewählten Ältesten (Knappschaftsältesten) und Vorstehern, waren befreit vom Soldatendienst, von persönlichen Steuern, genossen einen gefreiten Gerichtsstand etc. Diese Vorrechte sind ebenso wie die ihnen entsprechenden Beschränkungen der Knappschaft heute beseitigt; dagegen haben sich die überlieferten Gebräuche der Knappschaft, die Abzeichen (Schlägel und Eisen), der Bergmannsgruß (Glück auf!), die traditionelle Tracht bei festlichen Aufzügen etc. noch erhalten.

## Geschichte

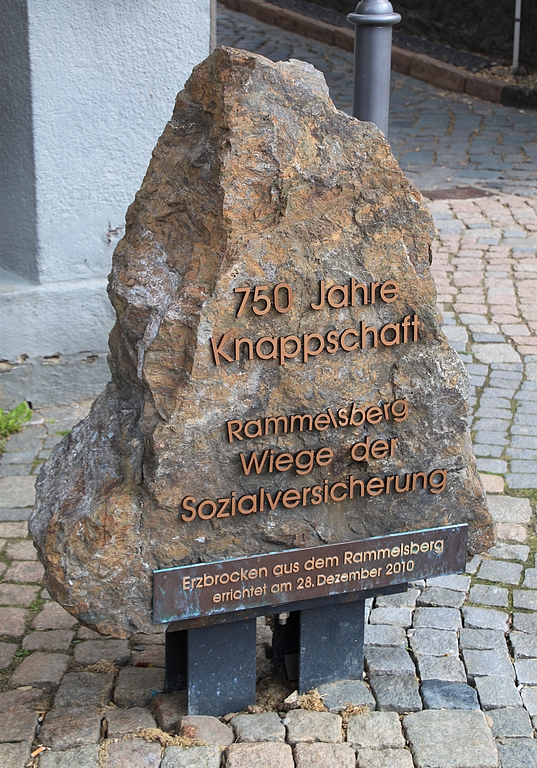
750 Jahre Knappschaft: Gedenkstein auf dem Marktplatz von Goslar

Im Jahr 2010 beging die Knappschaft ihr 750-jähriges Jubiläum. Eine Urkunde vom Rammelsberg bei Goslar – datiert auf den 28. Dezember 1260 – belegt die erste Bergbruderschaft und gibt damit den ersten Hinweis auf die Sozialfürsorge für Bergleute.
Bischof Johann I. von Brakel, der Hildesheimer Oberhirte in der Gründungszeit, sicherte in dieser Urkunde der „Sankt Johannes Bruderschaft“ am Rammelsberg seinen Schutz zu. Sie kümmerte sich um die Unterstützung kranker Bergleute und half, Hinterbliebene verstorbener Bergleute, wie Witwen und Waisen, vor schweren Notlagen zu bewahren. Die ersten Bruderschaften im Mittelalter waren religiöser Natur. Ihr Bestreben war das Absichern ihrer Mitglieder vor bestimmten Fährnissen des Lebens. Das Urkunden-Datum ist mehr als nur der Ursprung der Knappschaft als Institution berufsständischer Sozialfürsorge, mit diesem Datum verbindet sich auch der Ursprung der deutschen und europäischen Sozialversicherung. Die Knappschaft ist die älteste Sozialversicherung weltweit. Vorläufer der Knappschaftskasse waren die Büchsenkassen.
Im Knappschaftswesen haben zahlreiche Institutionen der sozialen Sicherung und Krankheitsfürsorge in Deutschland ihren Ursprung. So gehören zur Geschichte der Knappschaft die Geburtsstunden von Rentenversicherung, Krankenversicherung und Hinterbliebenenversorgung, die Sozialversicherungspflicht, die Begründung der Selbstverwaltung, die gemeinsame Beitragszahlung von Arbeitnehmern und Arbeitgebern, die erste Rentenformel und der erste Ärztekollektiv-Vertrag – vieles davon lange vor Bismarck und der kaiserlichen Sozialgesetzgebung von 1881.
Zum 1. April 2007 wurde die Knappschaft (KBS) als traditionelle Krankenkasse der Bergleute für alle Versicherten geöffnet. Die ehemals regionalen Knappschaften wurden in der 1969 entstandenen Bundesknappschaft zusammengefasst, welche wiederum seit dem 1. Oktober 2005 in der Deutschen Rentenversicherung Knappschaft-Bahn-See (DRV-KBS) integriert ist.

### Knappschaftskrankenhäuser
Ein erstes frühes Knappschaftskrankenhaus, das 1294 urkundlich erwähnt wurde, bestand wahrscheinlich bereits vor 1290 in der Nähe der St. Johanniskirche im Bergdorf vor den Toren Goslars.
Seit 1832 – Eröffnung des Knappschaftskrankenhauses in Waldenburg/Niederschlesien – betreibt die Knappschaft moderne Knappschaftskrankenhäuser und seit mehr als 110 Jahren Reha-Kliniken. Das alles sind Beiträge auf dem Weg zur Entwicklung eines modernen Sozialstaates. Die Knappschaft hat in ihrer Geschichte bis heute zahlreiche Beiträge zur Entwicklung des Sozialsystems in Deutschland und auch darüber hinaus geleistet. Sie ist ein Beispiel gesellschaftlicher Notwendigkeit für institutionelle soziale Absicherung.
Im Jubiläumsjahr 2010 wurden die Leistungen der Knappschaft als Ursprung unseres heutigen sozialen Systems in vielfältiger Weise gewürdigt. So ist beispielsweise am 1. Juli 2010 eine Jubiläums-Ausstellung im Deutschen Bergbau-Museum Bochum eröffnet und am 11. November 2010 eine Sonderbriefmarke „750 Jahre Knappschaft“ herausgegeben worden.

## Rolle als Sozialversicherung
Zur gegenseitigen Unterstützung, insbesondere gegen die Gefahren des Berufs, wurden bereits seit alter Zeit eigene Knappschaftskassen (auch Bruderladen, so besonders in Österreich genannt, oder Gnadengroschenkassen) gebildet, deren bereits die Kuttenberger Bergordnung von 1300 gedenkt. Ursprünglich war ihre Bildung der freien Vereinigung der Beteiligten (Knappschaftsvereine) überlassen. Die Gesetzgebung (Preußen seit 1854, Österreich 1854, bzw. 1892) hat die Bildung solcher Kassen allgemein (in Sachsen nur für Erzbergbau) vorgeschrieben. Alle Arbeiter müssen beitreten. Neben ihnen sind auch die Werksbesitzer an den Kosten und der Verwaltung beteiligt. Diese haben wenigstens die Hälfte der von den Arbeitern gezahlten Beiträge zuzuschießen. Die Verwaltung erfolgt durch einen von den Werksbesitzern und Arbeitern je zur Hälfte gewählten Vorstand unter der Aufsicht der Bergbehörde. […] Die Kassen, welche bestimmte Bezirke zu umfassen haben, gewähren […] für vollberechtigte Mitglieder in Krankheitsfällen freie Kur und Verpflegung, Krankenlohn, Beitrag zu den Begräbniskosten, Invaliden- sowie Witwen- und Waisenpension. Die Höhe der Pension wächst mit der Dauer der Mitgliedschaft, die der Unterstützungen und Beiträge wird durch Statut festgestellt. […] Für das ganze Deutsche Reich ist zur Entschädigung aller Betriebsunfälle eine Knappschafts-Berufsgenossenschaft gebildet worden. Die Knappschaftsmitglieder genügen, sofern die Knappschaftskasse gewissen gesetzlich festgestellten Voraussetzungen entspricht, auch ihrer Alters- und Invaliditätsversicherungspflicht durch Beteiligung an dieser Kasse.

### Festschriften zu 750 Jahre Knappschaft
- Georg Greve, Gilbert Gratzel, Eberhard Graf: Die Knappschaft als sozialer Pfadfinder: 750 Jahre Knappschaft. Soziale Verantwortung zu jeder Zeit. Hrsg.: Deutsche Rentenversicherung Knappschaft-Bahn-See. Bochum 2010.
- Holger Zürch, Eberhard Graf, Gilbert Gratzel: Soziale Verantwortung für Sachsen - eine Festschrift. Festveranstaltung „750 Jahre Knappschaft“ und „20 Jahre Knappschaft wieder in Sachsen“ in Chemnitz am 21. Januar 2011 (mit Ministerpräsident Stanislaw Tillich als Ehrengast). Hrsg.: Deutsche Rentenversicherung Knappschaft-Bahn-See. Bochum 2011.[8][9]
- Ulrich Lauf: Das Sächsische Knappschaftswesen. Zur Geschichte. 750 Jahre Knappschaft - Soziale Verantwortung zu jeder Zeit. Hrsg.: Deutsche Rentenversicherung Knappschaft-Bahn-See. Bochum 2011 (archive.org [PDF]).[10][11]
- Auf breiten Schultern. 750 Jahre Knappschaft. In: Michael Fessner et al. (Hrsg.): Katalog der Ausstellung des Deutschen Bergbau-Museums Bochum. Bochum 2010.
- Vergangenheit und Zukunft sozialer Sicherungssysteme am Beispiel der Bundesknappschaft und ihrer Nachfolger. Ein Forschungsprojekt der Leibniz-Gemeinschaft. In: Christoph Bartels, Lars Bluma et al. (Hrsg.): Jahrbuch für Wirtschaftsgeschichte 2009. Nr. 2, S. 195–217.
- Christoph Bartels (Hrsg.): Berufliches Risiko und soziale Sicherheit. Beiträge zur Tagung „Vergangenheit und Zukunft sozialer Sicherungssysteme am Beispiel der Bundesknappschaft und ihrer Nachfolger“. Bochum 2010.

### Wörterbuchartikel
- Emminghaus im Handwörterbuch der Staatswissenschaften
- Haberer: Bruderladen. In: Mischlers Österreichisches Staatswörterbuch. Wien 1894 ff.
- Kratz: Knappschaftsvereine. In: Stengels Wörterbuch des deutschen Verwaltungsrechts